# Енил Енчев
Енил Енчев е български архитект, музикант и художник.

## Биография
Роден е в Пловдив на 2 април 1961. От малък чиракува на дядо си Илия Маринов, художник и педагог. Учи рисуване при художниците Иван Поповски-Джовани и Борис Дочев. След гимназията, лятото на 1979 кандидатства графика в НХА и архитектура във ВИАС, където завършва през 1987 г. В студентските си години е съосновател на група „Атлас“ и до 1988 г. пише много от песните на групата.
От 1987 г. работи като архитект и продължава да рисува за свои клиенти. В началото на деветдесетте създава марката „Енил и Тея дизайн“ заедно с арх. Доротея Трошанова и няколко години работи в областта на батика – рисуваната коприна.
През 1992 г. заедно с Иво Христов снима първият пълнометражен документален филм – концерт за българския ъндърграунд – „Нова Генерация и приятели – Live“. От средата на деветдесетте активно се занимава с графичен дизайн, снима професионално за Teyadesign и български списания и е един от пионерите на триизмерното моделиране и проектиране в България. Между 1999 г. и 2005 работи и в областта на компютърните игри. Носител е на няколко престижни международни награди в тази сфера.
През 2001 година, заедно архитект Доротея Трошанова, преработва пространството на мебелна къща „Сенза“ за първото представяне в България на парфюмите „Kenzo“. През 2005 г. оформя пространствено и мултимедийно партерния етаж на Софийска Градска Художествена Галерия за честване на „Forem Consulting“ От 2009 г. започва да експериментира с акрилни бои върху платно. От края на 2010 година започва цикъл картини „16:9“ свързани с филми, места и спомени.
| „ | …Всяка картина ограничава художника със своя формат. Работя предимно в съотношението 16:9, защото обичам киното, обичам да снимам и да запомням чувството от местата, които съм харесал…а картината е чувството в материал… | “ |

## Изложби
- 10.2011 Галерия „ВедАрт“ София – самостоятелна изложба
- 12.2011 Wonderbar София – самостоятелна изложба
- 01.2012 Галерия на СБХ 2012 – обща изложба „Салон 2011“
- 01.2012 Галерия „Резонанс“ Пловдив обща изложба „Усещане за…“
- 02.2012 Галерия „Резонанс“ Пловдив обща изложба „Чинарите“
- 04.2012 Галерия „Жорж Папазов“ Пловдив самостоятелна изложба
- 06.2012 Кафе галерия „Генералът раздава шоколад“ самостоятелна изложба
- 09.2012 Галерия „Сезони“ София обща изложба – „Петият елемент“
- 03.2013 Галерия „Резонанс“ Пловдив обща изложба – „Новите 100“
- 04.2013 Галерия „Артамонцев“ София „ПастелNO“ самостоятелна изложба
- 07.2013 Галерия на Бургаските художници „SUMMERGIFT“ самостоятелна изложба
- 10.2013 Галерия „Сезони“ София „Реконструкция на спомени“ самостоятелна изложба
- 12.2013 Галерия „Леседра“ София обща изложба „15х15“ член на журито и представяне извън конкурса
- 02.2014 Галерия „Резонанс“ Пловдив обща изложба „От 100 ателиета“
- 07.2014 Галерия „Неси“ Бургас „Седем етюда по Търнър“ самостоятелна изложба
- 07.2014 Галерия „Сезони“ представя в „Палавеева къща“ Копривщица самостоятелна изложба
- 08.2014 Градска галерия „Петко Задгорски“ „Приятели на морето“ биенале обща изложба
- 11.2014 Галерия „АртБокс“ София самостоятелна изложба – живопис: „Скрити къщи“
- 12.2014 Галерия „Леседра“ София обща изложба „15х15“ член на журито
- 04.2015 Галерия „Алгара“ София самостоятелна изложба „egg#7“
- 11.2015 Открива собствена галерия "[a] cube contemporary" в София ул. Любен Каравелов 9